# Cabeza de Cristo
Cabeza de Cristo es una escultura de Jaume Cascalls. Actualmente se expone en el Museo Nacional de Arte de Cataluña.

## Descripción
Jaume Cascalls es uno de los escultores más relevantes del siglo XIV en Cataluña. Su vinculación durante casi treinta años con el proyecto del panteón real del monasterio de Poblet del rey Pedro el Ceremonioso y con otras grandes empresas del periodo así lo avala. Hoy por hoy, de acuerdo con criterios estilísticos, se le atribuye la realización de esta «Cabeza de Cristo», que debía de formar parte de un grupo escultórico del Santo Sepulcro, presumiblemente procedente de la iglesia del convento de Sant Agustí Vell de Barcelona. La fractura del cuello permite suponer que pertenecía a un Cristo yacente de cuerpo entero, como el conservado en la iglesia de Sant Feliu de Girona y adscrito también a Cascalls.